# Yes-No
「Yes-No / 愛の終わる時」（イエス・ノー あいのおわるとき）は、1980年6月21日に発売されたオフコース通算19枚目のシングル。

## 解説
「Yes-No」は、アルバム『We are』に収録されるが、アルバム収録とは別ヴァージョンでエンディングが若干長く、アルバム・ヴァージョンでは聴かれる、後半部での大間ジローによるカウベルが入っていない。ベスト・アルバム『SELECTION 1978-81』に収録されているのは、富樫要によるフリューゲルホルンソロのシングル・ヴァージョンのイントロにアルバム・ヴァージョンを編集で繋いだもの。この曲の歌詞について小田和正は「“抱きしめよう”はともかく、“君を抱いていいの”は、当時の歌詞の中でも一線を越えてた。でも、そこを超えたから、みんなのアンテナに引っ掛かったんだよ。世の中には、いい曲だけど地味な曲って、たくさんある。それは、歌詞が一線を越えてないから、アンテナには引っ掛からないってことなんだよ。ただ、いくら引っ掛かるとは言っても、曲のタイトルを『君を抱いていいの』にしてはならない、というのも考えたけど」「ずっと疑問文で成立している。そして、最後に相手に、責任を取らせる歌なんだ。“どうなんだ”って、突きつける。当時それならタイトルは『Yes or No?』じゃないかって言った奴がいたけど、突きつけてるんだ。だから『Yes-No』なんだ」とし、「『週刊新潮』のコラムに『女の子にキャーキャー言われながら“君を抱いていいの”って、いい歳をして』って。いやぁ、そんなこと書くんだなぁって思ったよ。あと、客席のファンの人達が“タン スタタン”て間の手を入れ始めたのも、この頃からだろうね。“ああぁ～ 時はぁ～”のところで、そう手拍子するようになった。でも、『週刊新潮』も“タン スタタン”も、俺達がお願いしたことではなかったんだよ」と、答えている。
この曲は後に小田がシングル「風の坂道」のカップリングとしてセルフ・カヴァーし、アルバム『LOOKING BACK』にも収録された。小田自身コンサートでも一時期、この曲をセルフ・カヴァー・ヴァージョンで演奏したことがあるが、2000年のコンサートツアー以降と、TBS系『クリスマスの約束』では転調せず、オフコース時代のアレンジに戻されている。
「愛の終わる時」はオリジナル・アルバムには収録されず、「Yes-No」と同じく『SELECTION 1978-81』に収録されたが、その際ビル・シュネーによりリミックスされ、間奏部が11秒程短くなっている。

## パッケージ、アートワーク
ジャケットには前作のライブ・アルバム『LIVE』のブックレット用に同年3月、フリーダムスタジオ1stで行われたフォトセッションでの未使用写真が使われている。また、裏面には歌詞のほか、『LIVE』と、シングル「生まれ来る子供たちのために / この海に誓って」の紹介が記載されている。

## 収録曲

### SIDE-A
1. Yes-No   YES-NO  –  (5'20")
  - 作詩[注釈 7] · 作曲：小田和正、編曲：オフコース
  - フリューゲルホルン：富樫要

### SIDE-B
1. 愛の終わる時   AI NO OWARU TOKI  –  (5'22")
作詩[注釈 7] · 作曲：鈴木康博、編曲：オフコース

## クレジット
- プロデュース : オフコース
- © 1979 Pacific Music Publishing Co., Ltd. & FAIRWAY MUSIC Co., LTD.

## リリース日一覧
| 地域 | タイトル              | リリース日    | レーベル                        | 規格               | カタログ番号 | 備考 |
| ---- | --------------------- | ------------- | ------------------------------- | ------------------ | ------------ | --- |
| 日本 | Yes-No / 愛の終わる時 | 1980年6月21日 | EXPRESS ⁄ TOSHIBA EMI           | 7"シングルレコード | ETP-17003    | 「Yes-No」はシングル・ヴァージョン、「愛の終わる時」はオリジナル・アルバム未収録。 |
| 日本 | Yes-No / 愛の終わる時 | 2020年6月3日  | USM JAPAN ⁄ UNIVERSAL MUSIC LLC | CD                 | UPCX-4240    | デビュー・シングル『群衆の中で / 陽はまた昇る』からラスト・シングル『夏の別れ / 逢いたい』までを収録した全36枚組CD BOX『コンプリート・シングル・コレクションCD BOX』(UPCY-9918)の中の1タイトル。発表当時のアナログ7インチ・シングルのアートワークを再現した12cm紙ジャケット仕様CD。 |